# ریبنا
ریبنا (انگلیسی: Ribena) شرکت صنایع غذایی بریتانیایی است، که در سال ۱۹۳۸ تأسیس شد.